# Dgèrnésiais
Dgèrnésiais lub guernésiais – język z rodziny języków romańskich, bliżej spokrewniony z językiem normandzkim. Jest uznawany za odrębny język bądź też za dialekt tego języka. Jest używany na Guernsey, jednej z Wysp Normandzkich. W ciągu ostatniego wieku jest coraz bardziej wypierany przez angielski, w szerokim spektrum sfer użycia – w oświacie, handlu i administracji. Podobny do niego język jèrriais jest używany na sąsiedniej wyspie Jersey. Osoby posługujące się tymi językami mogą zrozumieć zarówno siebie nawzajem, jak i tych pochodzących z kontynentalnej Francji mówiących językiem normandzkim.
Dgèrnésiais bywa często nazywany przez osoby anglojęzyczne „Guernsey French” (Guernsey-Francuski) lub „Guernsey Norman French”, jako że nie istnieje odpowiedni angielski przymiotnik nazywający ten język. Należy jednak uważać, aby nie pomylić tego języka z „Guernsey Legal French” (francuski do celów prawnych Guernsey), używanym w umowach, zarządzeniach prawnych oraz administracji rządowej.